# توماس دايخمان
توماس ديتشمان (مواليد 1962) صحفي وكاتب وخبير اتصالات ألماني. كان مؤسس ورئيس تحرير وناشر المجلة الألمانية «حجج جديدة» في الفترة من نوفمبر 1992 إلى مايو 2011. منذ أغسطس 2011 كان يعمل كخبير اتصالات للبنوك والصناعات مثل المصرف الملكي الاسكوتلندي وباسف وبرين.

## النشأة والوظيفة
درس ديتشمان الهندسة المدنية في جامعة دارمشتات التقنية. في عام 1992 بعد أنشطة سياسية سابقة بدأ العمل كمحرر وصحفي حيث كتب أولا عن العلاقات الدولية ثم بشكل متزايد عن القضايا المتعلقة بالعلوم الطبيعية ودورها في المجتمع.

## البوسنة والهرسك
تلقى ديتشمان اهتمام دولي عندما نشر مقالته عن الحرب الأهلية في يوغوسلافيا السابقة (باللغة الألمانية أولا ثم بالإنجليزية ولغات أخرى) بعنوان «الصورة التي خدعت العالم» في مجلة الماركسية الحية البريطانية في فبراير 1997 مدعيا أن صورة منشورة بشكل متكرر من أغسطس 1992 كانت مزيفة. وادعى أن لقطات آي تي إن التي تم إنشاؤها أمام معسكر اعتقال ترنوبولي والتي تظهر بشكل بارز مجموعة من السجناء الهزيلة من الرجال المسلمين البوسنيين ومن بينهم فكرت عليتش يقف خلف سياج من الأسلاك الشائكة تم تنظيمه عن عمد لتصوير معسكر إبادة على الطراز النازي حيث وقف الصحفيون البريطانيون من آي تي إن بيني مارشال وإيان ويليامز داخل مجمع محاط بسياج من الأسلاك الشائكة ومن هناك صوروا صورهم الشهيرة واستمروا في الادعاء: «لم يكن سجن وبالتأكيد ليس» معسكر اعتقال«ولكنه مركز تجميع للاجئين وذهب العديد منهم إلى هناك بحثا عن الأمان ويمكنهم المغادرة مرة أخرى إذا رغبوا في ذلك». ومع ذلك أظهر فحص لمضمون هذه القضية من قبل الأستاذ ديفيد كامبل من الجغرافيا الثقافية والسياسية في جامعة دورهام أن الادعاءات الرئيسية التي قدمها ديتشمان والماركسية الحية «خاطئة ومعيبة».
في فبراير 2000 تم رفع دعوى قضائية ضد ناشري مجلة الماركسية الحية بتهمة التشهير من قبل آي تي إن في المحكمة البريطانية العليا في لندن. في بداية تلخيصه حدد قاضي المحكمة العليا مورلاند موضوع قضية التشهير: «أعضاء هيئة المحلفين قد تعتقدون جيدا أنه في مجتمع ديمقراطي ومن الضروري أن يكون الصحفيون مراسلين شجعان واستقصائيين. ربما تعتقد أنه من الأهمية بمكان أن يكونوا مراسلين دقيقين ومنصفين. من الصواب أن يقول ذلك صحفي إذا اعتبر أن صحفي آخر غير دقيق وغير عادل ومضلل. لكن قد تعتقد أن هذه الحالة لا تتعلق بما إذا كان بيني مارشال وإيان ويليامز غير دقيقين أو غير منصفين أو مضللين وجوهر هذه القضية هو ما إذا كان المدعى عليهم قد أثبتوا أن بيني مارشال وإيان ويليامز قد تعمدوا - أؤكد هذه الكلمة» عمدا«- تجميع لقطات تلفزيونية مضللة». لم تستطع مجلة الماركسية الحية إثبات مثل هذا الخطأ المتعمد وخسر القضية. في مارس 2000 أُجبرت المجلة على الإغلاق بعد أن فشل المتهمون في تقديم أي دليل في دفاعهم. تم منح كل من المراسلين بيني مارشال وإيان ويليامز مبلغ 150 ألف جنيه إسترليني مقابل قصة مجلة الماركسية الحية وأمرت المجلة بدفع 75 ألف جنيه إسترليني لقذف آي تي إن في مقال نشر في فبراير 1997.
لخص البروفيسور ديفيد كامبل من جامعة دورهام دراسته للحالة على النحو التالي:
قبل أن يكتب ديتشمان مقال عن معسكر ترنوبولي كان قد انتقد الصحفي الحائز على جائزة بوليتزر روي غوتمان بسبب تقارير متحيزة. كما ظهر كخبير في الدفاع عن الجندي الصربي البوسني دوشكو تاديتش خلال القضية الأولى للمحكمة الجنائية الدولية ليوغوسلافيا السابقة في عام 1994.

## كتابات عن القضايا الخضراء والعلمية
منذ أواخر التسعينيات تحول التركيز الصحفي لديتشمان بشكل متزايد إلى الدور الذي تلعبه المنظمات غير الحكومية الصديقة للبيئة. على سبيل المثال ألقى باللوم على غرينبيس في تنظيم حملات ضد التكنولوجيا الحيوية الخضراء تفتقر إلى الدليل العلمي. في عام 2009 حصل ديتشمان على جائزة إينو بلانتا للصحافة عن تغطيته للتكنولوجيا الحيوية النباتية. نشر مع ديتليف غانتين وتيلو سبال كتاب (العصور الحجرية لا تزال في عظامنا) والذي تم التصويت له على أنه كتاب العلوم الألماني للعام 2010. وقد ظهرت مقالاته وكتاباته في العديد من البلدان وترجمت إلى عدد من اللغات. الصحف والمجلات التي نشرت أعماله الصحفية تشمل صحيفة فرانكفورتر العامة ودي فيلت وفاينانشال تايمز وشيشرون (ألمانيا) وسبايكد (المملكة المتحدة) ودير ستاندرد (النمسا) والأسبوع العالمي (سويسرا) وربع سنوي متوسطي (الولايات المتحدة). ديتشمان هو مؤلف العديد من الكتب التي نشرتها سوركامب للنشر وإيتشبورن فيرلاغ وناشر غلاف ورقي ألماني وبايبر للنشر.
في السنوات الأخيرة انتقد ديتشمان الميل إلى إضفاء الطابع الأخلاقي على العلاقات الدولية. موضوع آخر من كتاباته كان التأثير المتزايد للأفكار الخضراء وهو شيء يسميه «الإيكولوجيا» وكذلك سياسات حماية المستهلك - التطورات التي يرى أنها أعراض لكره اجتماعي عميق الجذور للحكومات التي تفتقر إلى أي رؤية للمستقبل وبالتالي تعزيز الخوف والدولة. يطلق ديتشمان على نفسه لقب «المتفائل في المستقبل».

## نشاطات أخرى
كان ديتشمان نشط كمتحدث ومدرب ورئيس لعدد من المؤسسات بما في ذلك المنتدى الأوروبي المفتوح للعلوم في ميونيخ ومعهد كولونيا للدراسات الإعلامية ومدرسة هنري نانين للصحافة في برلين والجامعة الحرة في برلين ومعركة الأفكار في لندن ومعهد فاز فرانكفورت ومعهد ميزس في بروكسل والمعهد الألماني للشؤون العامة في برلين. كما عمل كمقيم لتطبيقات البحث في وزارة التعليم والبحث الفيدرالية الألمانية وخبير في لجنة التعليم والعلوم والتكنولوجيا بالبرلمان الألماني. منذ عام 1997 سافر ديتشمان كثيرا إلى البلقان مع الكاتب النمساوي بيتر هاندكه. وقد قام بتنظيم معارض للصور عن هذه الرحلات وكتب عنها أيضا.